# Synagoge (Velhartice)
Koordinaten: 49° 15′ 53,4″ N, 13° 23′ 26,4″ O

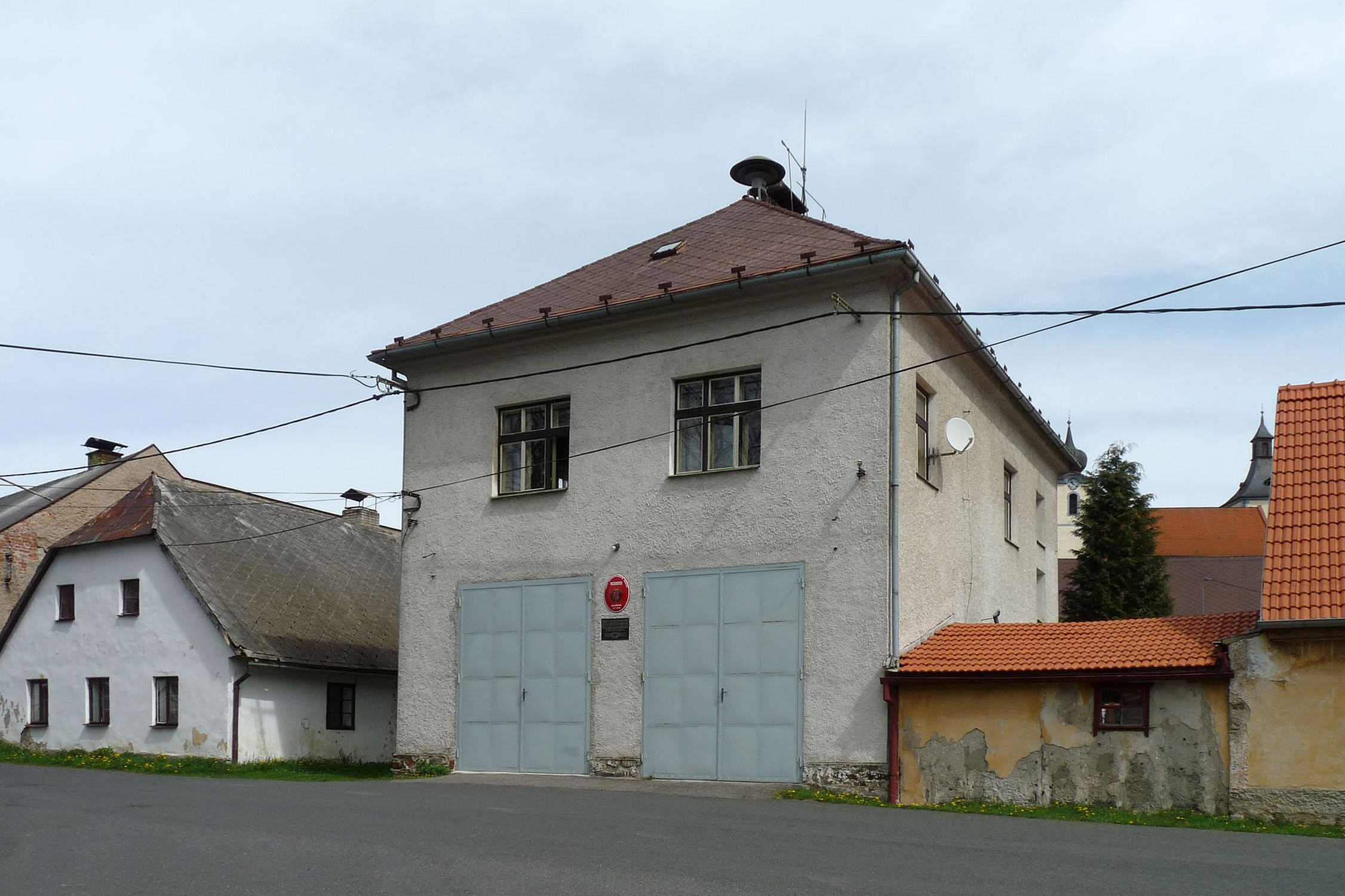
Ehemalige Synagoge in Velhartice

Die Synagoge in Velhartice (deutsch Wellartitz, früher Welhartitz), einer Gemeinde im Okres Klatovy in Tschechien, wurde 1845 errichtet. Die profanierte Synagoge wird heute als Feuerwehrhaus genutzt.

## Geschichte
Der Bau im Stil des Klassizismus wurde bis zur deutschen Besetzung 1938 von der jüdischen Gemeinde genutzt. 1950 erfolgte der Umbau zum Feuerwehrhaus mit darüberliegender Wohnung.